# Klečet
Klečet este o localitate din comuna Žužemberk, Slovenia, cu o populație de 138 de locuitori.